# Зварюваність
Зва́рюваність або зва́рність (англ. weldability)  — технологічна властивість, що характеризує здатність матеріалів утворювати зварні з'єднання. Металевий матеріал вважається таким, що піддається зварюванню до визначеного ступеня при даних процесах і для даної мети, коли зварюванням досягається металічна цілісність при відповідному технологічному процесі, щоб зварювані деталі відповідали технічним вимогам як стосовно їх власних якостей, так і стосовно їх впливу на конструкцію, яку вони утворюють.
Зварюваність залежить від особливостей процесів зварювання (агрегатного стану речовини, способу формування процесу, введення і витрати енергії в зоні контакту частин матеріалу, що сполучаються), конструктивних рішень (жорсткості зварного вузла, залишкових напружень, концентраторів і напрямів дії навантаження тощо) та попередніх технологій виготовлення матеріалу (термомеханічного оброблення, структури кристалів, розшарування, інших дефектів). Є одним з головних критеріїв можливості застосування матеріалів при виготовленні зварних конструкцій.
Зварюваність оцінюється ступенем відповідності властивостей зварного з'єднання однойменним властивостям основного матеріалу та його схильністю до утворення дефектів. Матеріали поділяються на добре, задовільно, погано і обмежено зварювані.